# دار السكة
دار السكة هي المؤسسة المسؤولة عن إصدار العملة المغربية. وقد أُنشئت في مارس عام 1987 بمبادرة من الملك الحسن الثاني، بهدف تلبية احتياجات المغرب من النقد الإلزامي. وفيما بعد، أصبحت دار السكة فرعًا من فروع بنك المغرب.
ولا تقتصر مهام دار السكة على إنتاج العملة النقدية فقط، بل تشمل أيضًا تصنيع منتجات أخرى ذات طابع سيادي وأمني، مثل جوازات السفر، وبطاقات التعريف الوطنية، والطوابع الضريبية.

## التاريخ
بعد حصول المغرب على استقلاله، قرر استرداد كل الأموال في الخارج وخاصة في فرنسا، وذلك على مدة 31 عاما. تم افتتاح دار السكة من قبل الملك الحسن الثاني وذلك بتاريخ 5 مارس 1987. في أيامها الأولى، بدأت دار السكة بإنتاج 140 مليون درهم ثم أنتجت الدفعة الثانية في بداية 1990. وفي عام 1997 حصلت على أسطول جديد من مطابع الأموال؛ ثم في عام 2001 أصبحت هذه الدار مُكلفة بإصدار جوازات السفر المغربية.

## الأنشطة

### تأمين الوثائق
بصرف النظر عن صناعة جوازات السفر والطوابع الضريبية، فإن دار السكة مُكلفة بإنتاج الوثائق المهمة وحماية السرية منها. كما تجدر الإشارة إلى أن صناعة جوازات السفر بدأ في وقت مبكر نوعا ما وذلك في بداية العقد الأول من القرن الحادي والعشرين، كما تقوم هذه الدار بصناعة لوحات السيارات.

### صنع الأوراق النقدية
تقوم دار السكة بتصنيع _أو بالأحرى_ إنتاج أربعة أنواع من الأوراق النقدية وهي الأوراق النقدية من فئة 20، 50، 100 و200 درهم. كما أن كل ورقة نقدية تُمثل موضوعا ما؛ فمثلا الورقة النقدية من فئة 200 درهم تمثل البحر ذو اللون الأزرق، بينما الورقة من فئة 100 درهم ترمز للمسيرة الخضراء ذو اللون البني وهكذا.
يُشار إلى أنه قبل صدور أي عملة جديدة، يجب الحصول على موافقة من القصر قبل وضعها في التداول.
كما تقوم هذه الدار بتصنيع العملات التذكارية الصادرة في ختام المناسبات أو الأعياد الوطنية.

## المقر
تقع دار السكة عند النقطة الكيلومترية 8.5 على الطريق السيار الرباط - وجدة قرب مطار الرباط سلا الدولي، وقد شُيّدت على مساحة تبلغ 20 هكتارًا، في موقع يتميز بأقصى درجات الحماية الأمنية.
تتولى مصالح الأمن التابعة لبنك المغرب السلامة الداخلية للموقع، في حين تم إسناد مهمة الأمن الخارجي لمصالح الدرك الملكي، كما تم تزويد كافة بنايات دار السكة بآليات للمراقبة الإلكترونية، وذلك بغية توفير المراقبة الشاملة للموقع ليلاً ونهارًا.

## متحف بنك المغرب للعملات
يقرب متحف بنك المغرب زواره المغاربة والأجانب من مختلف الإصدارات النقدية التي تم سكها في المغرب وخارجه، وذلك من خلال مقاربة كرونولوجية لهذه الإصدارات تنطلق من فترة ما قبل ماكينة فاس إلى غاية تأسيس دار السكة.
ويبرز المعرض مهارات تصميم الأوراق والقطع النقدية بمختلف الأشكال والأحجام، وأوراق بنكية تؤرخ لحقب زمنية وأحداث رمزية مرت بالمغرب. حيث تعود أقدم قطعة نقدية تم سكها في ماكينة فاس ما بين سنة 1306 و1310 هجرية تحت حكم السلطان الحسن الأول.  

## وصلات خارجية
- الموقع الرسمي لبنك المغرب